# گرگوری وانیر
گرگوری هیو وانیر (انگلیسی: Gregory Hugh Wannier؛ زاده ۱۹۱۱ - درگذشته ۲۱ اکتبر ۱۹۸۳) یک فیزیک‌دان اهل سوئیس بود. وارینر در سال ۱۹۳۵دکترای خود را زیر نظر ارنست استاهلینگر در رشته فیزیک دانشگاه بازل دریافت کرد. در سال ۱۹۳۶/۱۹۳۷ او برای گرفتن فوق دکترا زیر نظر پروفسور یوجین ویگنر در دانشگاه پرینستون مشغول به کار بود و بعداً در چندین دانشگاه آمریکا ادامه داد، تا این که در سالهای ۱۹۴۶ تا ۱۹۶۰ به بخش صنایع رفت و در آزمایشگاه‌های سوکونی وکیوم فعالیت داشت. وی در سال ۱۹۴۹ به آزمایشگاه بل پیوست. او در گروه فیزیک الکترونیک با درستانش از جمله ویلیام بی شاکلی، کانیرزهرینگ، جان باردین، چارلز کیتل و فیلیپ وست اندرسون همکاری داشت.